# هانس شميت (مصارع رياضي)
هانس شميت هو مصارع محترف كندي، ولد في 7 فبراير 1925 في جولييت في كندا، وتوفي في 26 مايو 2012 في مونتريال في كندا.

## روابط خارجية
- هانس شميت على موقع CageMatch worker (الإنجليزية)
- هانس شميت على موقع قاعدة بيانات المصارعة على الإنترنت (الإنجليزية)
- هانس شميت على موقع عالم المصارعة على الإنترنت (الإنجليزية)
- هانس شميت على موقع عالم المصارعة على الإنترنت (الإنجليزية)